# Rovná hoľa (Jánska dolina)
Rovná hoľa (1723 m) – szczyt w Niżnych Tatrach na Słowacji. Wznosi się w ich środkowej części w bocznym grzbiecie oddzielającym dwie doliny walne: Jánską i Bocianską. Zachodnie stoki Rovnej holi opadają do doliny Štiavnica (górna część Jánskiej doliny), południowe do Starobocianskiej doliny (odgałęzienie Bocianskiej doliny). Rovná hoľa jest zwornikiem dla 4 grzbietów:
- południowo-zachodni poprzez Bocianske sedlo łączący Rovną hoľę z głównym grzbietem Niżnych Tatr (a dokładniej ze szczytem Besná),
- północno-wschodni oddzielający dwa odgałęzienia Bocianskiej doliny; Kraľovską dolinę i Svidovską dolinę,
- północny, biegnący przez Kráľov stôl (1580 m n.p.m.) do przełęczy Svidovské sedlo,
- krótki wschodni ze szczytem Chopec[2].

Nazwa szczytu pochodzi od nazwy dawnej pasterskiej hali, zajmującej jej rozległy i płaski grzbiet i schodzącej stokami daleko w głąb dolin. Po zaprzestaniu wypasu trawiaste tereny stopniowo zarastają lasem i kosodrzewiną. Nie znajdują się one bowiem w naturalnym piętrze halnym, lecz wytworzone zostały przez ludzi na potrzeby pasterstwa. Dolną część stoków porasta las. Rovná hoľa znajduje się w obrębie Parku Narodowego Niżne Tatry.

## Turystyka
Na szczycie Rovnej hoľi krzyżują się dwa szlaki turystyczne. Dzięki trawiastym terenom cały grzbiet jest dobrym punktem widokowym.
  odcinek: Rovná hoľa – Bocianske sedlo. Odległość 0,9 km, suma zejść 60 m, suma podejść 16 m, czas przejścia 20 min (z powrotem 15 min)
  odcinek: Rovná hoľa – Svidovské sedlo. Odległość 3,9 km, suma zejść 635 m, suma podejść 45 m, czas przejścia 1,25 h (z powrotem 1,55 h)
  Nižná Boca – Kraľovská dolina – Rovná hoľa. Odległość 5,6 km, suma podejść 872 m, czas przejścia: 2,35 h (z powrotem 1,45 h).